# Reverenz

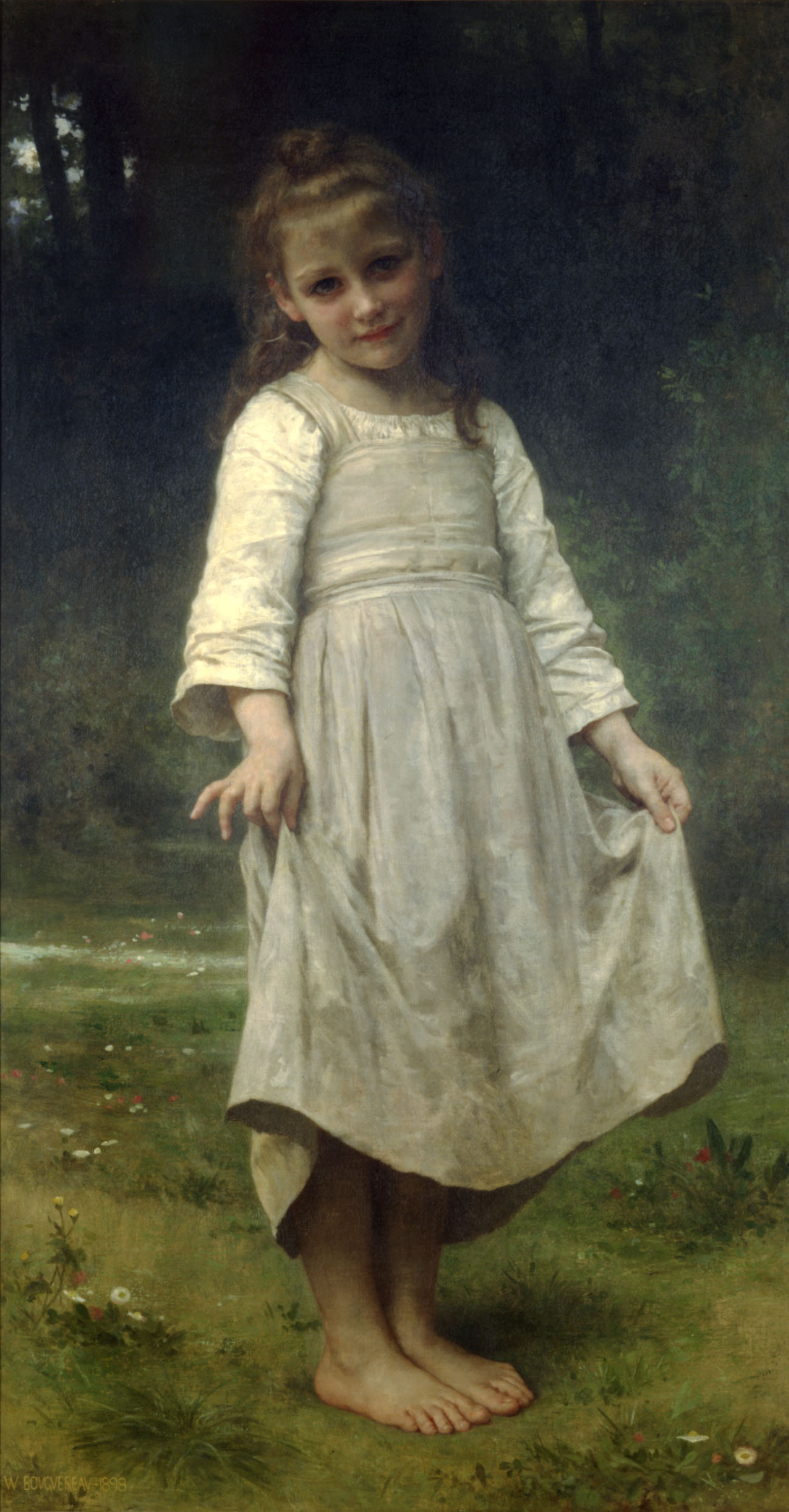
La révérence, Gemälde von William Bouguereau

Der Begriff Reverenz (von lateinisch vereri „fürchten, sich scheuen, verehren“) ist ein Latinismus und bedeutet Ehrerbietung, Hommage oder eine (grüßende) Ehrfurchtsbezeugung gegenüber einer sozial-kulturell hochgeachteten Person wie z. B. eine Verbeugung, ein Kniefall, ein Knicks oder ein diplomatischer Handkuss.

## Kulturelle Verwendung
Als Ritual oder auch als ironisch gebrochene Phrase wird der Begriff manchmal in der Redewendung jemandem seine Reverenz erweisen benutzt. Gemeint sein kann damit z. B. ein Antrittsbesuch (z. B. Außenminister, Diplomaten) oder eine Gedenkveranstaltung. Bekannt ist der Ausdruck auch daher, dass Wilhelm Tell im gleichnamigen Drama dem Hut des Vogts keine Reverenz erwies. Eine dauerhafte Form sind ehrende Straßen- oder Brückenbenennungen, als höchste Form Ehrenbürgerschaften.
Besonders im kulturellen Leben ist der teils ritualisierte Gebrauch von Reverenzen gebräuchlich.
In der Tanzkunst ist es ebenfalls sehr verbreitet, Reverenzen einzubetten. Alle Tänze, die im Mittelalter oder der Renaissance entstanden sind, begannen mit einer Reverenz (Révérence). Die Reverenz hatte ursprünglich einen religiösen Sinn, das heißt, man ordnete sich der göttlichen Macht unter. Später wurden sie zu einer allgemeinen ehrenden und/oder werbenden Begrüßungsformel, meist des Tanzpartners. Während die Branles, Gavottes, Avant-deux ihre ursprünglich vorhandenen Reverenzen verloren haben, findet man sie noch bei den höfischen Tänzen und den Scottish Country Dances.
Der Tanz Gavotte d´honneur ist als solcher eine Reverenz. Beim Avant-Deux versinnbildlicht das Zusammenkommen der Paare die Reverenz.

## Verwechslung mit Referenz
Für den Begriff Reverenz wird oft falsch das Wort Referenz verwendet, das eine ganz andere Etymologie und Bedeutung hat. Als Eselsbrücke (auch für die Aussprache, mit stimmhaftem „w“) kann der englische Begriff „Reverend“ (Pfarrer, Geistlicher) dienen, dem im Deutschen „Hochwürden“ oder „Ehrwürden“ entspricht und der nichts mit einem „Referenten“ gemein hat.

## Beispiele

### Noten, Musik-Literatur
- Günther Becker: Reverenz 1985. Musik zu Heinrich Heine für zwei Spieler (= Edition Breitkopf. Bd. 9022). Spielpartitur. Breitkopf & Härtel, Wiesbaden 1986, DNB 350232776 (Vorw. auch in engl. Sprache).
- Wolfgang Hochstein: Scarlatti-Reverenz. In: Silke-Thora Matthies: Klavier. Harmonia Mundi, Freiburg (Breisgau) 1991, DNB 352703172 (1 CD + Beiheft).

### Sonstiges
- Irene Schneider: Kochbuch der Pension Waidelich im Schwarzen Hof. Reverenz an 50 Jahre „holde Tafelfreuden“ in Ingelfingen (= Ingelfinger Reihe. Band 2). Hrsg. von der Stadt Ingelfingen. Eigenverlag Stadt Ingelfingen, Ingelfingen 2001, DNB 977199665.
- Herbert Bauer: Reverenz für eine kleine Bahn. Der Bau und Betrieb der Schmalspurbahn von Zittau nach den Kurorten Oybin und Jonsdorf. Zur Heimatgeschichte von Zittau und Umgebung. Herausgegeben anlässlich des 100. Jahrestages der Inbetriebnahme der schmalspurigen Nebenbahnstrecken Zittau – Kurort Oybin und Bertsdorf – Kurort Jonsdorf am 25. November 1990. Hrsg. vom Kulturbund der DDR, Kreisleitung Zittau, Zittau 1988, DNB 944476430.